# 데피
데피(프랑스어: DéFI) 또는 정식 당명으로 독립, 연방, 민주주의(獨立, 聯邦, 民主主義, 프랑스어: Démocrate, Fédéraliste, Indépendant 데모크라트, 페데랄리스트, 앵데팡당[*])는 프랑스어 사용 지역인 벨기에 프랑스어 공동체 지역을 기반으로 하는 벨기에의 중도우파 계열 정당이다. 정당의 약칭인 '데피'는 프랑스어로 "변화"를 뜻한다. 벨기에 프랑스어 공동체, 브뤼셀에 거주하는 프랑스어 화자의 권익 향상을 목적으로 한다.
1964년 5월 11일에 프랑스어권 민주전선(프랑스어: Front Démocratique des Francophones, FDF)이라는 이름으로 창당했으며 1965년에 실시된 벨기에 총선거에서 상원 의석 1석, 하원 의석 3석을 획득했다. 2010년 1월에 정당의 이름을 프랑스어권 민주 연방주의자(프랑스어: Fédéralistes Démocrates Francophones, FDF)로 변경했고 2015년 11월에 지금과 같은 정당의 약칭을 채택했다.

## 같이 보기
- 벨기에 프랑스어 공동체